# 天主教横滨教区
天主教橫濱教區 （拉丁語：Dioecesis Yokohamaensis）是日本一個羅馬天主教教區，屬東京總教區。主教為梅村昌弘。

## 歷史

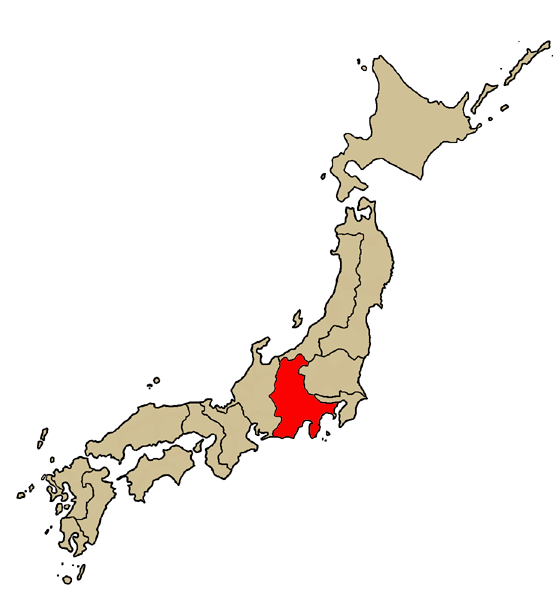
橫濱教區管轄範圍圖

1937年11月9日升為教區。

## 現況
教區範圍包括神奈川縣、長野縣、山梨縣和靜岡縣。2004年有教友53,514人（69%為外籍人士）、84個堂區、129名司鐸。主教為梅村昌弘。